# Sphaeroma silvai
Sphaeroma silvai är en kräftdjursart som beskrevs av Khalaji-Pirbalouty och Johann-Wolfgang Wägele 20. Sphaeroma silvai ingår i släktet Sphaeroma och familjen klotkräftor.
Artens utbredningsområde är Surinam. Inga underarter finns listade i Catalogue of Life.